# Хауш, Будрун
Будрун Хауш (род. 23 августа 1969, Тюбинген, Баден-Вюртемберг) — немецкая дзюдоистка. Участница летних Олимпийских играх 1992 года среди женщин в легком весе (до 56 кг).
Хауш заняла седьмое место на первенстве Европы среди юниоров 1986 года. На чемпионате Германии 1988 года  заняла второе место после Регины Филипс. В 1990 году обыграла испанку Мириам Бласко в полуфинале чемпионата Европы во Франкфурте, а в финале уступила француженке Катрин Арно. Осенью 1990 года Хауш выиграла свой единственный чемпионский титул в Германии.
На чемпионате Европы 1991 года в Праге проиграла в четвертьфинале Татьяне Волобуевой из Советского Союза. Одержав три победы в раунде надежды, Гудрун Хауш завоевала бронзовую медаль. Заняла седьмое место на чемпионате мира 1991 года. В 1992 году женское дзюдо впервые было включено в программу Олимпийских игр в Барселоне. Гудрун Хауш проиграла австрийке Барбаре Эк в своем первом бою после 2:05 минут боя .